# 潘光哲
潘光哲（1965年—），筆名彭廣澤，臺灣歷史學家。研究領域為近現代中國史與當代台灣史。

## 生平
2000年於台灣大學歷史學系博士，曾任台大歷史系兼任講師、中央研究院歷史語言研究所約聘研究助理、中央研究院近代史研究所助研究員與副研究員、胡適紀念館主任、美國哈佛大學燕京學社訪問學者、紀念殷海光先生學術基金會董事長。

## 著作

### 学位论文
1. 潘光哲，1991年6月，《郭沫若与中国马克思主义史学的发展：以《中國古代社会研究》为中心的讨论》，236页，台北：政治大学历史研究所，硕士论文。
2. 潘光哲，2000年6月，《近代中国「民主想像」的兴起（1837～1895）》，407页，台北：台湾大学历史研究所，博士论文。

### 論著
1. 2006年，《華盛頓在中國：製作「國父」》，台北：三民書局。
2. 2008年，《「天方夜譚」中研院：現代學術社群史話》，台北：秀威資訊。
3. 2010年，《何妨是書生：一個現代學術社群的故事》，桂林：廣西師範大學出版社。
4. 2011年，《遙想「德先生」：百年來民主與知識份子的歷史格局》，台北：南方家園文化。
5. 2014年，《晚清士人的西學閱讀史（1833～1898）》，台北：中央研究院近代史研究所。
6. 2020年，《華盛頓神話與近代中國政治文化》，台北：國史館。